# Luis Ramos-Ruggiero
Luis Ramos-Ruggiero, född 31 mars 1953 i Uruguay, är psykolog och legitimerad psykoterapeut. Han är specialist i klinisk psykologi och är verksamhetschef vid Kris- och traumacentrum vid Danderyds sjukhus.
Ramos-Ruggiero arbetar som handledare för personal- och behandlingsgrupper och föreläser bland annat om psykologisk traumatisering. Han är medförfattare till böckerna Med livet i behåll, en bok som handlar om tortyr, överlevnad och återupplevelse, samt Själens dolda sår som handlar om diagnos och behandling av posttraumatisk stress.